# Déiphobosz
Déiphobosz görög mitológiai alak, trójai királyfi, Priamosz és Hekabé fia. Pallasz Athéné az ő alakjában vette rá Hektórt, hogy álljon ki Akhilleusz ellen a végzetes párviadalra. Az egyik csata forgatagában Idomeneuszt megcélozva Aszkalaphoszt ölte meg gerelyével, amivel Trójára haragította Arészt.
Parisz halála után bátyjával, Helenosszal megküzdött Helenéért, s így ő élt együtt az asszonnyal néhány napon át, míg a görögök be nem vették Tróját. Menelaosz saját házában ölte meg Déiphoboszt, s a holttestét megcsonkította. Az alvilágba látogató Aineiasz előtt az ő árnyéka is megjelent.